# Sesuvium portulacastrum
Espèce
Synonymes
- Trianthema portulacastrum var. hillebrandii Degen & I.Deg.[1]

Statut de conservation UICN

LC : Préoccupation mineure
Sesuvium portulacastrum, ou Sésuvie à fleurs de pourpier, parfois appelé pourpier de mer, est une plante succulente herbacée pérenne de la famille des Aizoaceae, cosmopolite, qui croît dans les zones côtières.

## Description

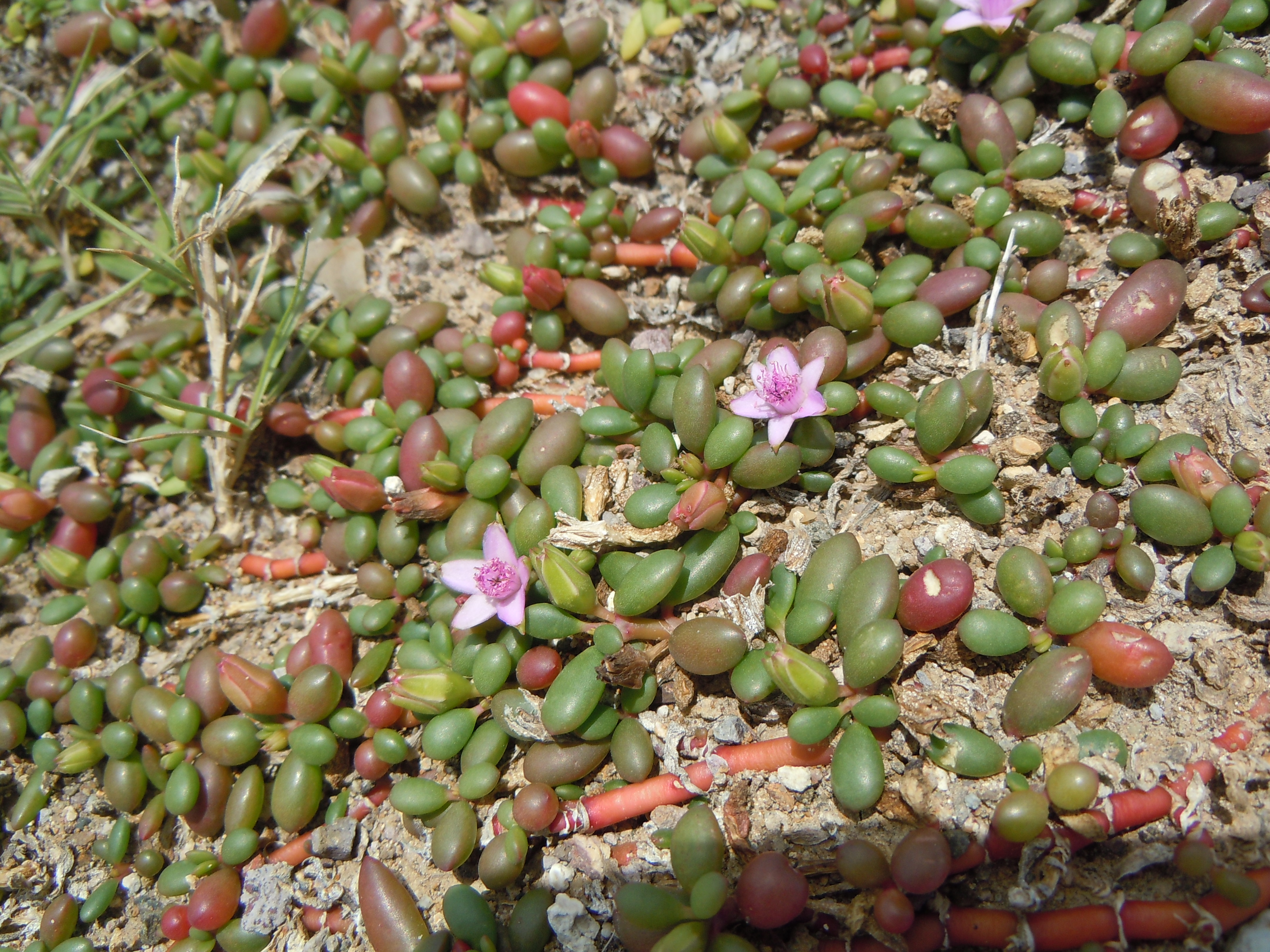
Sesuvium portulacastrum en Martinique

- Herbe vivace, grasse, couchée, radicante, rampante sur plusieurs mètres[2]
- Les tiges sont cylindriques, grosses, succulentes, vertes.
- Les feuilles sont cylindriques luisantes , opposées
- Les fleurs roses faiblement pédonculées ne s'ouvrent que vers 11 heures, midi[2].

## Répartition
Sesuvium portulacastrum très cosmopolite, est présente sur les bords de mer, depuis la Polynésie, Nouvelle-Calédonie, Australie, Océan Indien, Afrique, Amérique, jusque sur les côtes des Antilles.

## Utilisation
Les feuilles sont consommées aux Philippines, sous le nom de dampalit .

## Systématique
Le nom correct complet (avec auteur) de ce taxon est Sesuvium portulacastrum (L.) L.. L'espèce a été initialement classée dans le genre Portulaca sous le basionyme Portulaca portulacastrum L..
Ce taxon porte en français les noms vernaculaires ou normalisés suivants : pourpier de mer, sésuvie faux-pourpier.
Sesuvium portulacastrum a pour synonyme :
- Trianthema portulacastrum var. hillebrandii Degen & I.Deg.

### Liste des sous-espèces et variétés
Selon GBIF (18 janvier 2024) :
- Sesuvium portulacastrum subsp. persoonii Sukhor.
- Sesuvium portulacastrum subsp. portulacastrum
- Sesuvium portulacastrum var. griseum O.Deg. & Fosberg
- Sesuvium portulacastrum var. portulacastrum